# 李金全
李金全（880年代？—950年），五代十国后唐、后晋、南唐将领，祖先是吐谷浑人。
李金全年轻时为唐明宗所养小厮，骁勇善骑射，跟随明宗征伐，以力战有功，明宗即位，担任刺史。天成年间，授泾州彰义军节度使，在镇数年，以贪暴为务。长兴年间，回京，进献马数十匹，不几日又进献。明宗问他：“卿担心马多吗，为什么多次进贡？卿在泾州之日，治理如何，不会以养马为事吧？”李金全惭愧而退。长兴四年（933年）夏，授沧州横海节度使，官至檢校太傅。清泰年间，罢镇，留在京师，为右卫上将军。
后晋高祖石敬瑭即位，次年，安州屯将王晖杀节度使周瓌，朝廷派李金全以骑兵千人镇抚其地。石敬瑭许诺王晖归降，可以为唐州刺史。以信箭谕安州，不诛杀戮一人，他对李金全说：“不要让我失信。”李金全未及安州，王晖南逃，为襄州安从进派部下所杀。李金全至，乱军数百人不安，李金全让他们赴京，暗中伏兵途中，全部杀死。王晖作乱大掠城中三日，李金全擒杀其将武克和等十馀人，把他们抢夺的财物夺得。武克和死前大呼：“王晖首恶，天子犹赦；我辈胁从，何罪之有！”石敬瑭知道后，为姑息李金全故，不究其事，授以安州安远军节度使。
中門使、左都押衙胡漢榮（《旧五代史》作胡汉筠）掌握安州大权，貪橫不法。石敬瑭想把他召回，派清官贾仁绍往代其职。龐令圖劝諫李金全接受，李金全不放胡漢榮，胡漢榮杀死了龐令圖，贾仁绍到来后，又被他毒死。贾仁绍二子向朝廷申诉。天福五年（940年）夏，石敬瑭命马全节为安州节度使，以代李金全。胡漢榮于是劝说李金全谋反。李金全于是命从事张纬送函表至南唐李昪。石敬瑭发兵三万授马全节讨伐。李昪命鄂州屯營使李承裕、段處恭率兵三千迎接李金全。李金全即日南逃，其妓乐、车马、珍奇、帑藏，被李承裕所夺。李金全行走到汊川，引颈北望，涕泣而去。晉將安審暉追至馬蝗谷，段處恭战死，李承裕率军扼守雲夢橋，被安審暉擒殺。至金陵，李昪以李金全为天威统军，出爲润州鎮海軍節度使。
汉隐帝时，李守贞在河中反叛，向南唐求援，魏岑、查文徽建議相救。劉彥貞想要建立功勋，李璟想要借助李金全宿將威望，任命他爲北面行營招討使，援救河中，劉彥貞为副，查文徽爲監軍使，魏岑爲沿淮巡檢使。出沭陽，到达沂州，李金全说：「諸君以为河中在何處，而想在此轉戰前往。」侦騎告北兵數百人至澗，都是贏弱之人，諸將想要进击，李金全下令：「敢言過澗者斬！」傍晚，伏兵四起，金鼓聲聞十餘里。一个月后，退保海州，遂引歸。他说：「我全師而還，不以無功。」拜右衛聖統軍，領義成軍節度使，兼侍中。保大八年（950年），在江宁去世，时年六十多岁。墓在上元縣鄉七里鋪，高越撰碑文。內寵子女共三十二人。少府監王仲連持節册贈中書令，諡順。